# Calea ferată Deda–Sărățel
Calea ferată Deda–Sărățel (în maghiară Szeretfalva–Déda-vasútvonal) este o cale ferată principală în România. Ea pornește de pe valea râului Mureș până la cursul superior al râului Șieu prin partea de nord a Podișului Transilvaniei.

## Istoric

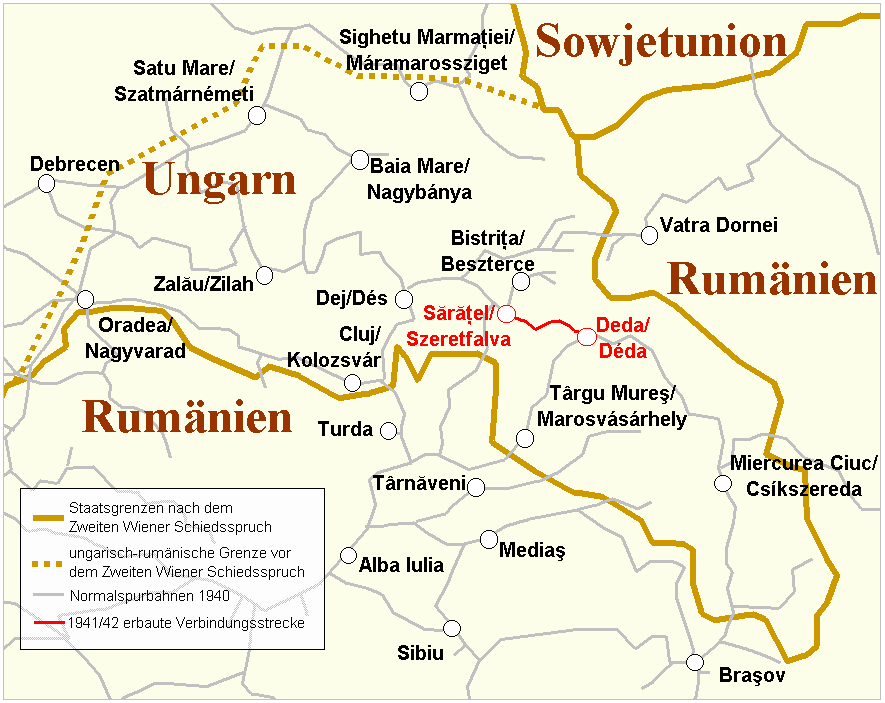
Căile ferate din nord-vestul Transilvaniei ocupat prin Dictatul de la Viena (1942)

Din jurul anului 1870 și până în 1910 a avut loc o dezvoltare a rețelei de căi ferate în majoritatea zonelor din Transilvania care aparțineau pe atunci de Regatul Ungariei din cadrul Imperiului Austro-Ungar. Proiecte feroviare majore au fost executate aici după intrarea Transilvaniei în componența României, începând cu sfârșitul primului război mondial, doar în regiunile montane; un exemplu este traversarea Carpaților Orientali între Ilva Mică și Vatra Dornei în 1938.
O situație cu totul nouă a fost creată prin Dictatul de la Viena (1940), când Transilvania a fost împărțită între România și Ungaria. Partea de nord-vest și de est a Transilvaniei, cu Ținutul Secuiesc, a revenit Ungariei. Noua graniță între România și Ungaria a tăiat câteva linii feroviare importante. Liniile de cale ferată din estul Transilvaniei - din Ținutul Secuiesc, cu orașele Târgu Mureș (în maghiară Marosvásárhely), Sfântu Gheorghe (în maghiară Sepsiszentgyörgy) și Miercurea Ciuc (în maghiară Csíkszereda) - nu au mai avut legături cu cele din nordul Transilvaniei și din restul Ungariei.
Deoarece au existat conflicte frecvente între compania feroviară maghiară (MÁV) și cea română (CFR) la punctele de trecere a frontierei de cale ferată, guvernul ungar a decis să închidă legăturile rupte ale rețelei feroviare din estul Transilvaniei. Între anii 1941-1942 a fost construită o cale ferată de 47 km lungime între localitățile Sărățel (în maghiară Szeretfalva) și Deda (în maghiară Déda). Sărățel se afla pe traseul de la Dej (în maghiară Dés) la Bistrița (în germană Bistritz, în maghiară Beszterce) din nordul Transilvaniei, iar Deda pe traseul care lega Târgu Mureș de Gheorgheni (în maghiară Gyergyószentmiklós).
Chiar și în timpul celui de-al doilea război mondial – în care atât Ungaria, cât și România au fost aliați ai Germaniei naziste – noua rută a dobândit o importanță majoră pentru economia de război germană; pe aceasta a fost transportat în special petrolul românesc către Germania.

## Situație actuală
Calea ferată Deda–Sărățel este electrificată și cu linie simplă. Pe aici trec zilnic mai multe trenuri accelerate de la Brașov spre Satu Mare sau în direcția opusă. De asemenea, prezintă importanță și pentru traficul de mărfuri.

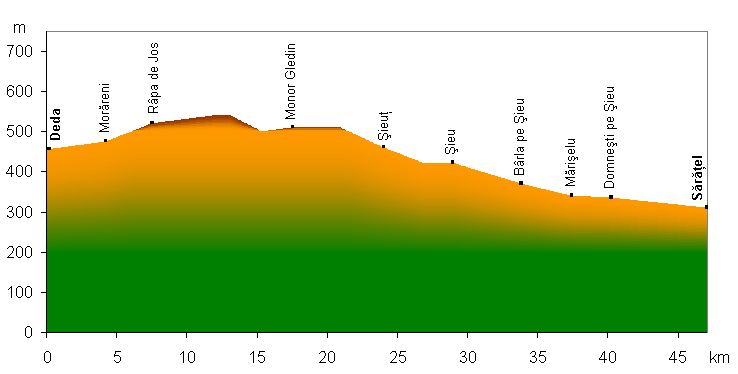
Profilul la înălțime al căii ferate